# Cubillas del Pinar
Cubillas del Pinar es una localidad española del municipio de Sigüenza, perteneciente a la provincia de Guadalajara, en la comunidad autónoma de Castilla-La Mancha. Tiene una población fija de 14 habitantes según el censo del INE de 2011.

## Historia
Destaca la iglesia parroquial románica del siglo XII y su origen íbero.
Hacia mediados del siglo XIX, el lugar, por entonces con ayuntamiento propio, tenía contabilizada una población de 34 habitantes. Aparece descrito en el séptimo volumen del Diccionario geográfico-estadístico-histórico de España y sus posesiones de Ultramar de Pascual Madoz de la siguiente manera:

CUBILLAS: l. con ayunt. en la prov. de Guadalajara (13 leg.), part. jud. y dióc. de Sigüenza (1 1/2), aud. terr. de Madrid (21 1/2), c. g. de Castilla la Nueva: sit. en un alto sobre terreno pedregoso, con libre ventilacion y clima sano; las enfermedades mas comunes son tercianas; tiene 16 casas; la de ayunt. que sirve de cárcel y escuela de instruccion primaria, concurrida por 6 alumnos, á cargo de un maestro dotado con 20 fan. de trigo; hay una igl. parr. (San Juan Bautista), aneja de la de Guijosa, y fuera de la pobl. se encuentra una fuente de buenas aguas que provee al vecindario para beber y demas usos domésticos. El térm. confina N. Orna; E. Bujarabal; S. Torralba, y O. Guijosa, dentro de él se encuentran varios manantiales de buenas aguas: el terreno es de buena calidad, fuerte y del llamado pardal: comprende un monte poblado de encina y pinar. caminos: los locales en mediano estado. correo: se recibe y despacha en la adm. de Sigüenza por propio encargado del ayunt., llega domingos, jueves y sábados, y sale lunes y miércoles. prod.: trigo, cebada, avena y patatas: cria ganado lanar y vacuno; caza de conejos liebres y perdices. ind. la agrícola. comercio: esportacion de algun ganado y lana é importacion de los art. que faltan. pobl.: 10 vec., 34 alm. cap. prod.: 327,230 rs. imp.: 20,450. contr.: 1,228. presupuesto municipal 70 rs. se cubre con reparto vecinal.
(Madoz, 1847, p. 195)

En la actualidad es una pedanía de Sigüenza.